# Margaretaplan

Margaretaplan är en öppen plats och park i Kalmars stadsdel Stensö. Parken är belägen i korsningen mellan Drottning Margaretas väg samt Stensövägen och är omgärdat av 1930-talsbebyggelse.